# Chanos-Curson
Chanos-Curson este o comună în departamentul Drôme din sud-estul Franței. În 2009 avea o populație de 1.094 de locuitori.

## Evoluția populației
| An        | 1975 | 1982 | 1990 | 1999 | 2006  | 2009  |
| --------- | ---- | ---- | ---- | ---- | ----- | ----- |
| Populație | 641  | 722  | 773  | 944  | 1.058 | 1.094 |